# Nacoleia chagosalis
Nacoleia chagosalis là một loài bướm đêm trong họ Crambidae.